# Roman Dzneladze
Roman Dzneladze (12. dubna 1933 Tbilisi – 11. dubna 1966 Terdžola) byl sovětský a gruzínský zápasník – klasik, bronzový olympijský medailista z roku 1956.

## Sportovní kariéra
Zápasení se začal aktivně věnovat v 15 letech v rodném Tbilisi pod vedením Nersese Akopoviho. Pod vedením Petre Ijordanišviliho se specializoval na řecko-římský styl. V sovětské mužské reprezentaci se pohyboval od roku 1955. V roce 1956 si vítězstvím na srpnové Spartakiádě národů SSSR řekl o nominaci na olympijské hry v Melbourne. V prvním kole prohrál na lopatky s Turkem Müzahirem Sillem. Ve čtvrtém kole však porazil na negativní body vedoucího Fina Rauno Mäkinenena a postoupil mezi finálovou trojici. V posledním finálovém 6. kole potřeboval k zisku zlaté olympijské medaile porazit Maďara Imre Polyáka. Po vyhroceném souboji prohrál verdiktem rozhodčích 1-2 a zbyla na něho bronzová olympijská medaile. Po olympijských hrách se v sovětské reprezentaci neprosazoval. Sportovní kariéru ukončil počátkem šedesátých let. Zemřel předčasně v roce 1966 při dopravní nehodě se svým reprezentačním kolegou Avtandilem Koridzem.

## Výsledky
| Turnaj            | 1955 | 1956 | 1957 |
| Turnaj            | 22   | 23   | 24   |
| Turnaj            | -62  | -62  | -62  |
| ----------------- | ---- | ---- | ---- |
| Olympijské hry    |      | 3.   |      |
| Mistrovství světa | —    |      |      |